# F/X 引き裂かれたトリック
『F/X 引き裂かれたトリック』（エフエックス ひきさかれたトリック 原題：F/X Murder by Illusion）は、1986年製作のアメリカ合衆国のサスペンス映画。
映画でふんだんに使用される特殊メイクを駆使して陰謀に立ち向かうという、斬新なアイディアのサスペンス映画。
続編『F/X2 イリュージョンの逆転』も製作され、さらにテレビドラマ化もされた（『FXザ・シリーズ』）。

## あらすじ
映画界の特殊メイク・アーティストの第一人者として知られるロリー・タイラーはある日、司法省のリプトンという人物から、ある事件の重要証人デフランコの暗殺偽装を依頼される。ロリーは持ち前の技術を発揮して依頼に答えるが、その直後豹変したリプトンに命を狙われ、さらに彼の上司メイソンも絡んでいることを知る。
一方、警察も捜査に乗り出し、ロリーを追う。やがて、捜査を担当するレオ・マッカーシー刑事も、この一件がメイソンによる謀略であると確信し、2人は一致協力して巨大な陰謀に立ち向かう。

## キャスト
| 役名                     | 俳優                 | 日本語吹替                                                                                         |
| 役名                     | 俳優                 | テレビ朝日版                                                                                       |
| ------------------------ | -------------------- | -------------------------------------------------------------------------------------------------- |
| ロリー・タイラー         | ブライアン・ブラウン | 佐々木功                                                                                           |
| レオ・マッカーシー刑事   | ブライアン・デネヒー | 石田太郎                                                                                           |
| エレン                   | ダイアン・ヴェノーラ | 小宮和枝                                                                                           |
| マーティン・リプトン     | クリフ・デ・ヤング   | 富山敬                                                                                             |
| エドワード・メイソン大佐 | メイソン・アダムズ   | 中村正                                                                                             |
| ニコラス・デフランコ     | ジェリー・オーバック | 麦人                                                                                               |
| ミッキー                 | ジョー・グリファシ   | 仲木隆司                                                                                           |
| アンディ                 | マーサ・ゲーマン     | 深実りか                                                                                           |
| ワレンジャー             | ロスコー・オーマン   | 坂口芳貞                                                                                           |
| マードック               | トレイ・ウィルソン   | 池田勝                                                                                             |
| ヴァリック               | トム・ヌーナン       | |
| TVリポーター             | アンジェラ・バセット | |
| その他                   |                      | 塚田正昭 筈見純 弘中くみ子 沢田敏子 千田光男 石森達幸 秋元羊介 辻谷耕史 伊倉一恵 火野カチコ 山口健 |
| 初回放送                 |                      | 1989年7月30日 『日曜洋画劇場』                                                                     |